# Leptocera multisetosa
Leptocera multisetosa är en tvåvingeart som först beskrevs av Oswald Duda 1925.  Leptocera multisetosa ingår i släktet Leptocera och familjen hoppflugor. Inga underarter finns listade i Catalogue of Life.